# Treća hrvatska nogometna liga 1994-1995
La Treća hrvatska nogometna liga 1994-95, conosciuta anche come 3.HNL 1994-95, è stata la 4ª edizione della  Treća HNL del campionato di calcio croato. Rappresentava il 3º livello della "piramide calcistica", dalla stagione successiva, per due edizioni, sarebbe scalata al 4º. È stata la prima stagione con i 3 punti a vittoria.

## Zapad (Ovest)
- Regioni incluse: Istria - Rijeka - Lika/Segna

## Središte (Centro)
- Regioni incluse: Città di Zagabria - Regione di Zagabria - Krapina/Zagorje - Karlovac - Sisak/Moslavina

## Sjever (Nord)

### Girone A
- Regioni incluse: Međimurje - Varaždin

### Girone B
- Regioni incluse: Virovitica/Podravina - Koprivnica/Križevci - Bjelovar/Bilogora

| pos                                                                                | squadra                 | Pti | G  | V  | N | P  | GF | GS |
| ---------------------------------------------------------------------------------- | ----------------------- | --- | -- | -- | - | -- | -- | -- |
| 1                                                                                  | Mladost Ždralovi        | 42  | 21 | 12 | 6 | 3  | 54 | 24 |
| 2                                                                                  | Mladost-Nada Hrastovac  | 39  | 20 | 12 | 3 | 5  | 43 | 20 |
| 3                                                                                  | Graničar Đurđevac       | 37  | 21 | 10 | 7 | 4  | 59 | 23 |
| 4                                                                                  | Omladinac Sloga Herešin | 36  | 21 | 11 | 3 | 7  | 55 | 35 |
| 5                                                                                  | Dinamo Predavac         | 36  | 21 | 11 | 3 | 7  | 39 | 27 |
| 6                                                                                  | Osvit Đelekovac         | 33  | 21 | 10 | 3 | 8  | 47 | 49 |
| 7                                                                                  | Garić Garešnica         | 32  | 20 | 9  | 5 | 6  | 37 | 33 |
| 8                                                                                  | Pitomača                | 30  | 20 | 9  | 3 | 9  | 38 | 43 |
| 9                                                                                  | Virovitica VGŠK         | 27  | 21 | 8  | 3 | 10 | 35 | 50 |
| 10                                                                                 | Tomislav Drnje          | 11  | 21 | 3  | 2 | 16 | 29 | 79 |
| 11                                                                                 | Daruvar                 | 4   | 21 | 1  | 1 | 19 | 17 | 69 |
|                                                                                    | TVIN Virovitica         | 12  | 11 | 3  | 3 | 5  | 17 | 22 |
|                                                                                    |                         |     |    |    |   |    |    |    |
| Le due squadre di Virovitica, TVIN e VGŠK, si sono fuse durante la pausa invernale |                         |     |    |    |   |    |    |    |

## Istok (Est)
- Regioni incluse: Osijek/Baranja - Vukovar/Sirmia - Brod/Posavina - Požega/Slavonia

## Jug (Sud)

### Girone Centro
- Regione inclusa: Regione spalatino-dalmata

| pos | squadra             | Pti | G  | V  | N  | P  | GF | GS |
| --- | ------------------- | --- | -- | -- | -- | -- | -- | -- |
| 1   | Mladost Proložac    | 57  | 26 | 17 | 6  | 3  | 41 | 12 |
| 2   | Jadran Supetar      | 53  | 26 | 15 | 8  | 3  | 50 | 18 |
| 3   | Postira             | 48  | 26 | 15 | 3  | 8  | 43 | 28 |
| 4   | Dugopolje           | 44  | 26 | 12 | 8  | 6  | 45 | 28 |
| 5   | Glavice             | 42  | 26 | 11 | 9  | 6  | 60 | 39 |
| 6   | Kamen Ivanbegovina  | 35  | 26 | 10 | 5  | 11 | 25 | 42 |
| 7   | Imotski             | 32  | 26 | 9  | 5  | 12 | 27 | 41 |
| 8   | Urania Baška Voda   | 31  | 26 | 9  | 4  | 15 | 36 | 37 |
| 9   | GOŠK K. Gomilica    | 31  | 26 | 7  | 10 | 9  | 24 | 34 |
| 10  | Orkan Dugi Rat      | 30  | 26 | 7  | 9  | 10 | 34 | 39 |
| 11  | Mračaj Runović      | 30  | 26 | 7  | 9  | 10 | 27 | 43 |
| 12  | Poljičanin Srinjine | 28  | 26 | 6  | 10 | 10 | 34 | 40 |
| 13  | Omladinac Vranjic   | 25  | 26 | 5  | 10 | 11 | 21 | 34 |
| 14  | Vinjani             | 14  | 26 | 2  | 8  | 16 | 23 | 50 |

### Altri gironi
- Regioni incluse: Regione zaratina - Regione di Sebenico e Tenin -  Regione raguseo-narentana